# Georges Chappe
Georges Chappe es un exciclista profesional francés, nacido en Marsella el 5 de marzo de 1944. Fue profesional de 1965 a 1972.

## Palmarés
1963
- Campeón del mundo en contrarreloj por equipos

1964
- Tour de l'Yonne

1967
- París-Camembert

1968
- 1 etapa del Tour de Francia

1970
- Critérium Nacional
- París-Camembert

1971
- 1 etapa de la Vuelta a Portugal

1972
- 1 etapa de la Ronde de l'Oise

## Resultados en Grandes Vueltas y Campeonatos del Mundo
Durante su carrera deportiva consiguió los siguientes puestos en las Grandes Vueltas y en los Campeonatos del Mundo en carretera:
| Carrera         | 1965 | 1966 | 1967 | 1968 | 1969 | 1970 | 1971 | 1972 |
| --------------- | ---- | ---- | ---- | ---- | ---- | ---- | ---- | ---- |
| Giro de Italia  | -    | -    | -    | -    | -    | -    | -    | -    |
| Tour de Francia | Ab.  | -    | 37.º | 42.º | Ab.  | 84.º | 94.º | 50.º |
| Vuelta a España | 36.º | -    | 56.º | -    | -    | -    | Ab.  | -    |
| Mundial en ruta | -    | -    | -    | -    | -    | -    | -    | -    |

-: No participa

Ab.: Abandono